# Закон Смута — Хоули о тарифе
Закон Смута — Хоули о тарифе (англ. The Smoot–Hawley Tariff Act, иногда упоминается как Закон Хоули — Смута (англ. The Hawley–Smoot Tariff Act), 1930) — американский закон о таможенном тарифе, подписанный президентом США 17 июня 1930 года. Законом поднимались ставки пошлин на более чем 20 тысяч импортируемых товаров. Против закона выступили 1028 известных американских экономистов, однако президент Герберт Гувер подписал его. Результатом стала ответная реакция других государств, поднявших пошлины на американские товары, что привело к резкому падению торгового оборота между США и европейскими странами и усугубило Великую депрессию.

## Инициаторы закона
Законопроект выдвинули два республиканца: сенатор от Юты Рид Смут (англ. Reed Smoot) и член Палаты представителей от Орегона Уиллис Хоули (Willis C. Hawley).
Президент Герберт Гувер предложил Конгрессу понизить ставки ввозных пошлин, однако обе палаты проголосовали за повышение. Поскольку одним из обещаний Гувера в рамках кампании по выборам президента США в 1928 году было поддержать тарифами фермеров, страдавших от падения цен на сельскохозяйственную продукцию, он подписал закон.

## Противники закона
1028 американских экономистов (под руководством Пола Дугласа, Ирвинга Фишера, Фрэнка Тауссига и Клэра Уилкокса) подписали письмо президенту с просьбой наложить вето на закон .
Известный американский промышленник Генри Форд лично встречался в Белом доме с президентом Гувером, убеждая ветировать закон.
В выборной кампании 1932 года оппонирующий переизбирающемуся Гуверу Франклин Рузвельт обвинил данный закон в развале внешней торговли США, однако вечером перед голосованием заверил избирателей, что понимает необходимость тарифов.

## Ответная реакция
Реакция других стран появилась задолго до вступления закона в силу в июне 1930 года. С мая 1929 года, когда законопроект был принят Палатой представителей, начался бойкот американских товаров и повышение импортных ставок на американские товары в различных странах-контрагентах США.
Так, Канада уже в мае 1930 года ввела новые повышенные тарифы на 16 товаров, доля которых в американском экспорте в Канаду составляла 30 %. А позже Канада усилила сотрудничество в рамках Британского содружества.
Франция и Великобритания протестовали и стали развивать торговлю с другими странами. Германия наоборот увеличила свою изоляцию от западного мира, одновременно расширяя торговые взаимоотношения с Советским Союзом.

## Экономические последствия
Согласно официальной статистике, общий импорт в США упал на 66 % с 4,4 млрд USD в 1929 году до 1,5 млрд долларов в 1933 году, а экспорт США упал на 61 % с 5,4 до 2,1 млрд долларов, что сильнейшим образом ударило по ВВП страны. Импорт из Европы упал с 1,334 млрд долларов в 1929 году до 390 млн долларов в 1932 году, тогда как американский экспорт в Европу снизился с 2,34 млрд до 784 млн долларов.
Согласно данным официальных статистических сборников США, эффективная ставка пошлин в 1929 году равнялась 13,5 %, а в 1933 — 19,8 % (при этом 63 % всего импорта не облагалось пошлиной). К 1937 году эффективная ставка была снижена до 15,6 % (что не повлияло на возникновение спада 1937—1938 годов). С другой стороны, на более чем 3,2 тыс. товаров была установлена эффективная ставка 60 % или более.

## Снижение тарифов
Уже во время Второй мировой войны начались межгосударственные переговоры об изменении торговых отношений в сторону многосторонних торговых соглашений, что привело к Бреттон-Вудским соглашениям 1944 года о существенном сокращении тарифов к декабрю 1945 года, а в дальнейшем — к формированию ГАТТ.

## Отражение в культуре
В кинокомедии «Феррис Бьюллер берёт выходной» (1986) преподаватель экономики (которого играет Бен Штейн, чей отец — Герберт Штейн — был профессором экономики и экономическим советником правительства США) объясняет классу закон Хоули — Смута о тарифе.